# Транслокация

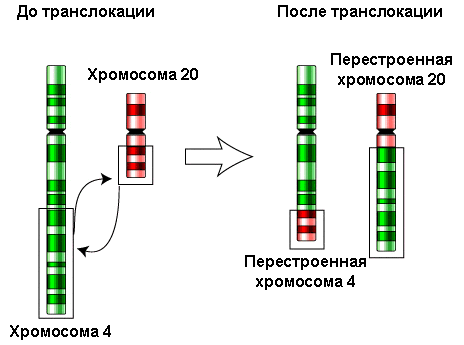
Реципрокная транслокация между хромосомами 4 и 20

Транслока́ция — тип хромосомных мутаций, при которых происходит перенос участка хромосомы на негомологичную хромосому. Отдельно выделяют реципрокные транслокации, при которых происходит взаимный обмен участками между хромосомами, и Робертсоновские транслокации, или центрические слияния, при которых происходит слияние акроцентрических хромосом с полной или частичной утратой материала коротких плеч.
Транслокации, также как и другие хромосомные перестройки, играют роль в видообразовании, в снижении фертильности, в онкологических и врождённых наследственных заболеваниях. Различные транслокации в соматических клетках приводят к развитию лимфом, сарком, лейкозов.

## Возникновение транслокаций
Для формирования транслокации необходимым условием является повреждение ДНК в виде двунитевых разрывов с последующей ошибкой репарации: неправильным воссоединением разрывов при репарации путём негомологичной рекомбинации или ошибочным выбором паралогичной вместо гомологичной последовательности ДНК при репарации двунитевого разрыва ДНК путём гомологичной рекомбинации. Двунитевые разрывы ДНК могут возникать вследствие воздействия экзогенными факторами, такими как ионизирующее излучение или химиотерапия, а также вследствие воздействия на ДНК эндогенно образующимися свободными радикалами. Двунитевые разрывы ДНК возникают запрограммированно во время профазы I мейоза, а также при созревании Т- и B-лимфоцитов во время специфической соматической V(D)J рекомбинации. Двунитевой разрыв ДНК может также возникнуть в клетке, если репликационная вилка встретит какое-либо препятствие, например,  в виде однонитевого разрыва ДНК или ДНК-аддукта. 

## Обозначение транслокаций
В медицинской генетике для обозначения транслокаций используют Международную систему по цитогенетической номенклатуре человека (The International System for Human Cytogenetic Nomenclature — ISCN). Запись t(A;B)(p1;q2) обозначает транслокацию между хромосомами А и В. Информация во вторых скобках даётся дополнительно для локализации точек разрыва внутри хромосомы А и В соответственно. Буква p означает короткое плечо хромосомы, буква q — длинное плечо, цифры после p и q относятся к нумерации хромосомных бэндов. Для Робертсоновских транслокаций используется сокращение der или rob, например, der(13;14)(q10;q10) или rob(13;14)(q10;q10).

## Реципрокные транслокации
Реципрокные транслокации являются сбалансированной хромосомной перестройкой, при их формировании не происходит потери генетического материала. Они являются одной из самых распространенных хромосомных аномалий в человеческой популяции, частота носительства варьирует от 1/1300 до 1/700. Носители реципрокных транслокаций, как правило, фенотипически нормальны, при этом имеют повышенную вероятность бесплодия, сниженной фертильности, спонтанных выкидышей и рождения детей с врождёнными наследственными заболеваниями, так как половина гамет у них генетически несбалансирована из-за неравновесного расхождения перестроенных хромосом в мейозе.
Примерно пять процентов носителей сбалансированных транслокаций имеют врождённые аномалии развития и/или задержку развития, причём в половине таких случаев наблюдается умственная отсталость. Чаще всего патология связана с тем, что точка разрыва находится внутри гена или внутри его регуляторных последовательностей. Аномальный фенотип может формироваться также за счёт изменения экспрессии гена за счёт так называемого эффекта положения.

## Робертсоновские транслокации

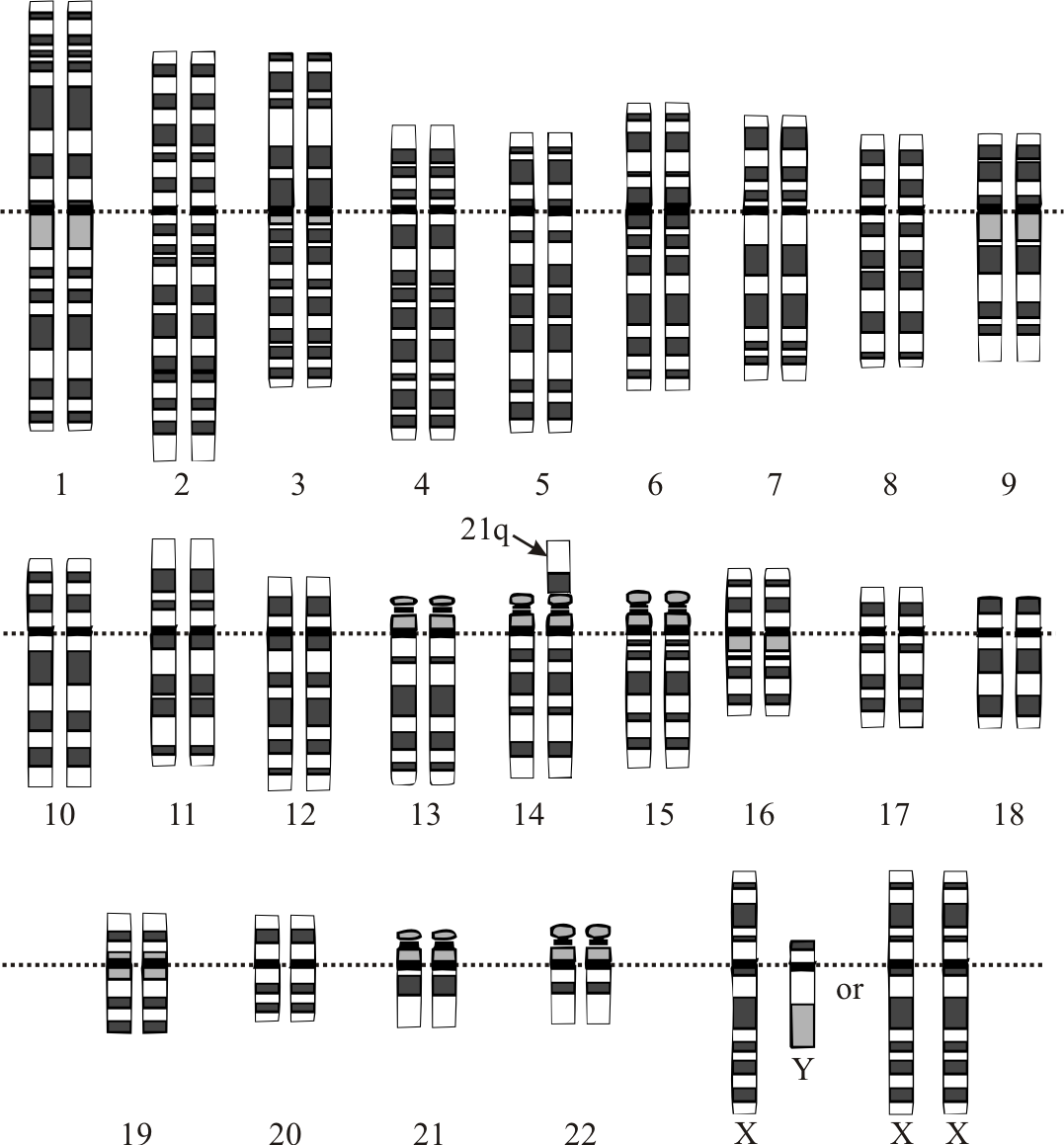
Кариотип при «семейном» синдроме Дауна

Робертсоновские транслокации получили своё название по имени американского исследователя Уильяма Робертсона (W. R. B. Robertson; 1881—1941), впервые описавшего такие перестройки в 1916 году при изучении кариотипов близких видов саранчовых.
Робертсоновские транслокации являются одним из наиболее распространенных типов врождённых хромосомных аномалий у человека. По некоторым данным, их частота составляет 1:1000 новорождённых. Их носители фенотипически нормальны, однако у них существует риск самопроизвольных выкидышей и рождения детей с несбалансированным кариотипом, который существенно варьирует в зависимости от хромосом, вовлеченных в слияние, а также от пола носителя. Большинство Робертсоновских транслокаций затрагивают 13-ю и 14-ю хромосомы. В структуре обращаемости на пренатальную диагностику лидерами оказываются носители der(13;14) и der(14;21). Последний случай, а именно Робертсоновская транслокация с участием 21-й хромосомы, приводит к так называемому «семейному» (наследуемому) синдрому Дауна.
Робертсоновские транслокации, возможно, являются причиной различий между числом хромосом у близкородственных видов. Показано, что различные виды дрозофилы имеют от 3 до 6 хромосом. Робертсоновские транслокации привели к появлению в Европе нескольких видов-двойников (хромосомные расы) у мышей группы видов Mus musculus, которые, как правило, географически изолированы друг от друга. Набор и, как правило, экспрессия генов при робертсоновских транслокациях не изменяются, поэтому виды практически неотличимы внешне. Однако они имеют разные кариотипы, а плодовитость при межвидовых скрещиваниях резко понижена.

## Роль транслокаций в онкологических заболеваниях

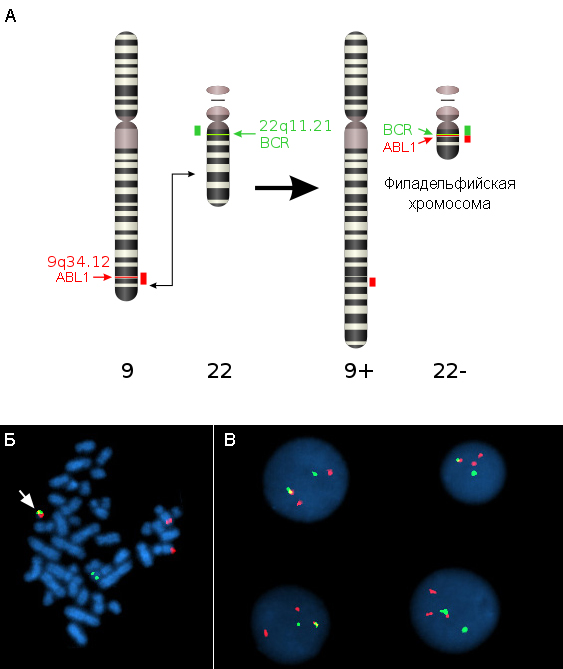
Детекция филадельфийской хромосомы при помощи флуоресцентной гибридизации in situ

В настоящее время описано около 500 рекуррентных сбалансированных хромосомных перестроек, специфически связанных с различными онкологическими заболеваниями. Большую часть этих перестроек представляют реципрокные транслокации. Изучение онкоспецифичных сбалансированных хромосомных аномалий на молекулярном уровне показало, что в их результате происходит либо дерегуляция гена (обычно повышенная экспрессия), находящегося около одной из точек разрыва, либо образуется гибридный ген из частей двух генов, ранее находившихся на разных хромосомах.

### Филадельфийская хромосома
Первой описанной структурной геномной перестройкой в соматических клетках, которая вызывает онкологическое заболевание, является так называемая филадельфийская хромосома, которая согласно Международной цитогенетической номенклатуре человека имеет собственное обозначение — Ph. Эта хромосома была названа в честь города в США, где работали её первооткрыватели П. Новелл (P. Nowell) и Д. Хангерфорд (D. Hungerford), сообщившие в 1960 г. о необычной маленькой хромосоме в лейкоцитах двух больных хроническим миелолейкозом. Сейчас известно, что филадельфийская хромосома возникает вследствие реципрокной транслокации между хромосомами 9 и 22, и эта мутация вызывает 95 % случаев хронического миелолейкоза. Также эта мутация является одной из самых распространённых при В-клеточном остром лимфобластном лейкозе взрослых. В результате транслокации t(9;22)(q34;q11) ген ABL1 (Abelson murine leukemia viral oncogene homolog 1) из хромосомы 9 (участок q34) объединяется с участком BCR (breakpoint cluster region) хромосомы 22 (участок q11). В новый химерный белок BCR-ABL входит участок белка ABL1, обладающий тирозинкиназной активностью, этой активностью обладает и химерный белок. В норме тирозинкиназы являются медиаторами, активируемыми связыванием факторов роста с мембранными рецепторными белками и передающими сигнал к делению на ядро, но BCR-ABL является постоянно активной формой и вызывает безудержное деление клетки.

## Транслокации вбиологической дозиметрии
В результате воздействия ионизирующего излучения в клетках образуются двунитевые разрывы ДНК, неправильная репарация которых приводит к формированию целого спектра хромосомных нарушений, включая транслокации. Количество хромосомных аберраций строго зависит от типа ионизирующего излучения, его дозы и мощности. Это обусловило возможность определения дозы облучения по частоте хромосомных аберраций в лимфоцитах периферической крови или клетках костного мозга, так называемую биологическую дозиметрию. Сбалансированные транслокации беспрепятственно передаются дочерним клеткам при митозе, их частота не меняется с течением времени, поэтому их частота в лимфоцитах может служить для ретроспективных оценок доз облучения.